# Alta Valle Intelvi

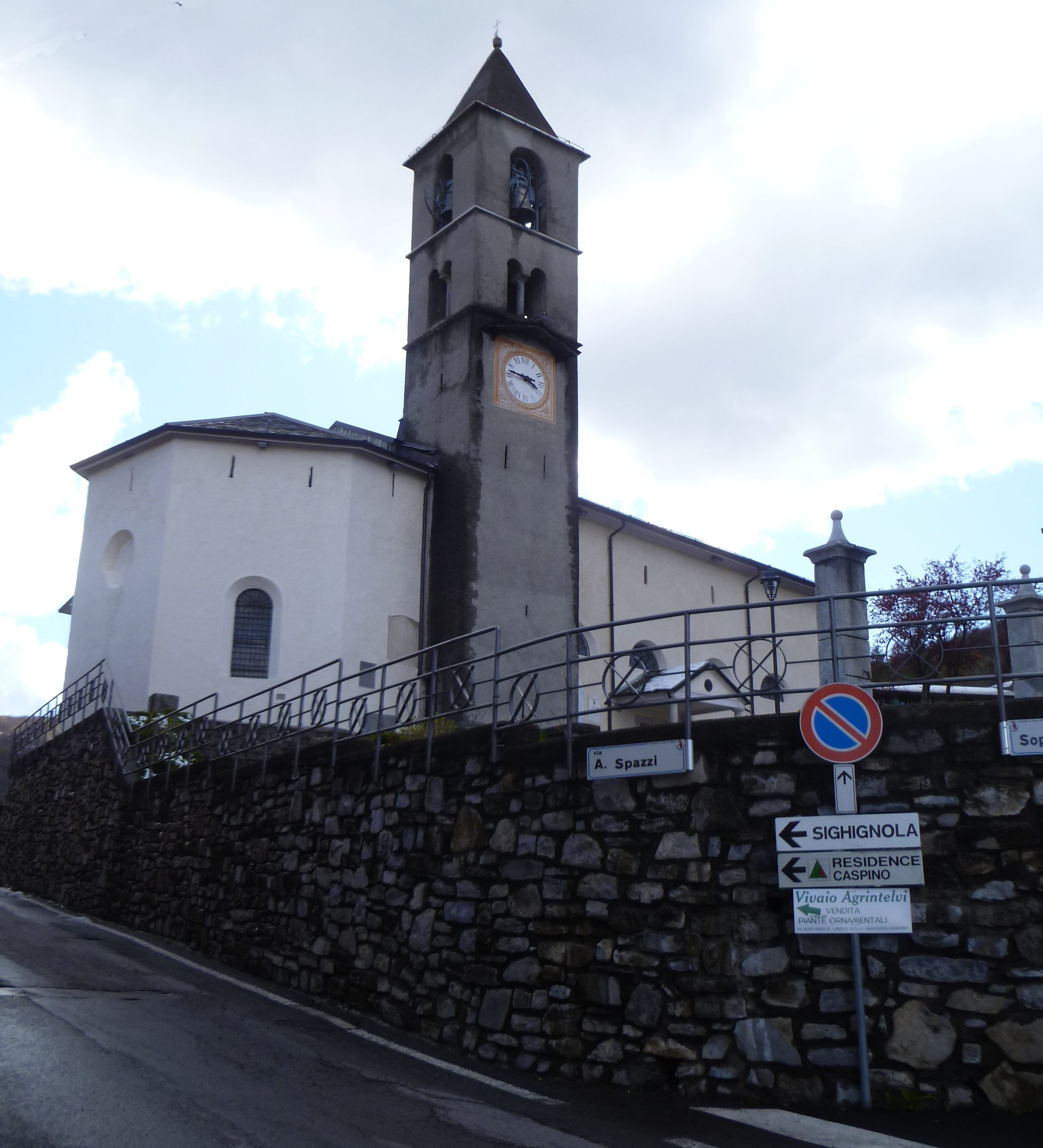
Lanzo d’Intelvi, Pfarrkirche San Siro

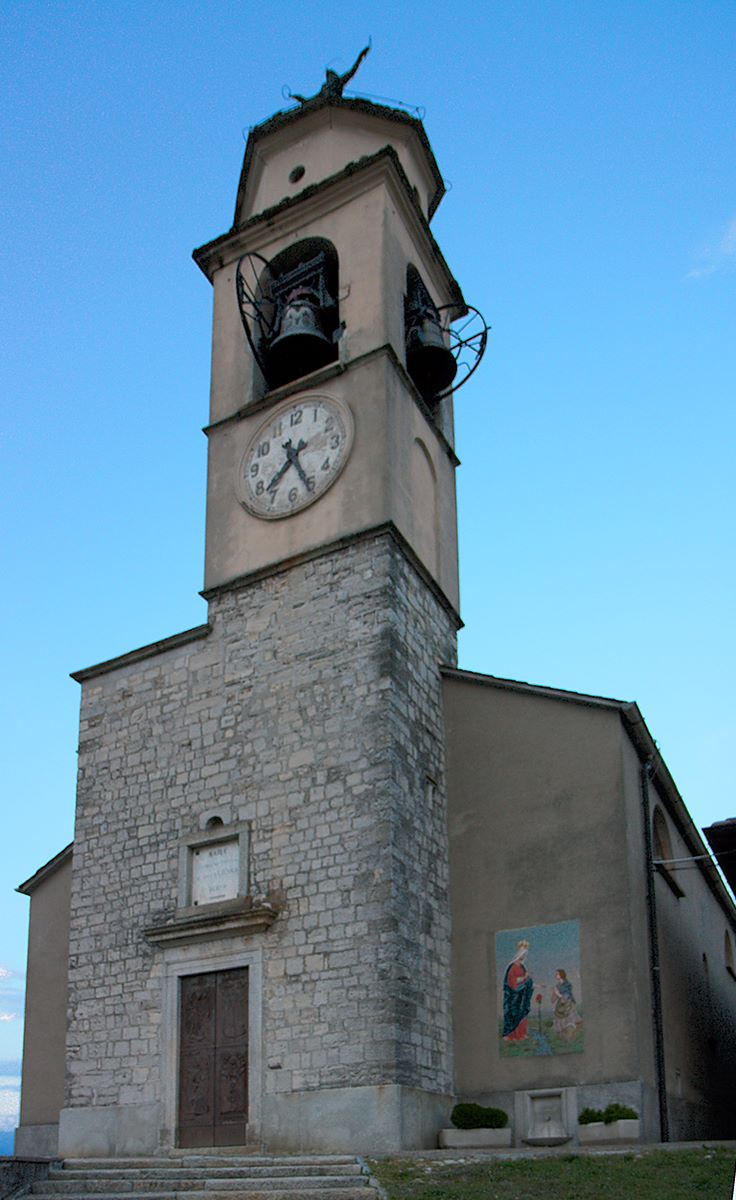
Pellio Intelvi, Kirche San Giorgio

Alta Valle Intelvi ist eine  italienische Gemeinde (comune) in der Provinz Como in der Lombardei. Hauptsitz der Gemeinde ist Pellio.

## Geographie
Die Gemeinde liegt etwa 18,5 Kilometer nördlich von Como an der Schweizer Grenze zum Kanton Tessin. Der Ort hat 2942 Einwohner (Stand 2018) auf einer Fläche von 24,95 km²
Die Nachbargemeinden sind Centro Valle Intelvi, Valsolda, Laino, Claino con Osteno, sowie Lugano (CH-TI), Arogno (CH-TI) und Val Mara (CH-TI).

## Geschichte
Die Gemeinde entstand am 1. Januar 2017 durch Fusion der Gemeinden Lanzo d’Intelvi, Pellio Intelvi und Ramponio Verna.

## Bevölkerung
| Bevölkerungsentwicklung' | Bevölkerungsentwicklung' | Bevölkerungsentwicklung' | Bevölkerungsentwicklung' | Bevölkerungsentwicklung' | Bevölkerungsentwicklung' | Bevölkerungsentwicklung' | Bevölkerungsentwicklung' | Bevölkerungsentwicklung' | Bevölkerungsentwicklung' | Bevölkerungsentwicklung' | Bevölkerungsentwicklung' |
| ------------------------ | ------------------------ | ------------------------ | ------------------------ | ------------------------ | ------------------------ | ------------------------ | ------------------------ | ------------------------ | ------------------------ | ------------------------ | ------------------------ |
| Jahr                     | 1861                     | 1881                     | 1901                     | 1911                     | 1931                     | 1951                     | 1971                     | 1991                     | 2001                     | 2011                     | 2021                     |
| Einwohner                | 2.519                    | 2.646                    | 2.825                    | 3.292                    | 3.042                    | 2.798                    | 2.707                    | 2.446                    | 2.578                    | 2.835                    | 2.973                    |